# Bullet in the Head
Bullet in the Head – czwarty singel amerykańskiego zespołu Rage Against the Machine, pochodzący z debiutanckiego albumu studyjnego tego zespołu, zatytułowanego Rage Against the Machine. Został wydany w 1994 roku. Gitarzysta Tom Morello użył w utworze efektu Digitech Whammy.

## Lista utworów
1. "Bullet In The Head [Album Version]"
2. "Bullet In The Head [Remix]"
3. "Bullet In The Head [Live-version]"
4. "Settle For Nothing [Live-version]"